# Alva Duer
Alva Owen Duer (Sylvia, 18 novembre 1904 – Porterfield, 18 novembre 1987) è stato un cestista, allenatore di pallacanestro e dirigente sportivo statunitense, membro del Naismith Memorial Basketball Hall of Fame dal 1982 in qualità di contributore.
Duer giocò dapprima nella squadra del proprio liceo, la Stafford High School, e successivamente in quella del Kansas State Teachers College. Dopo la laurea, allenò in Kansas la squadra di Rolla e del Buffalo-Little River. Dal 1939 al 1948 guidò il Pepperdine College di Malibù.
Nel 1943 entrò nel Comitato Esecutivo della National Association of Intercollegiate Athletics (NAIA), e nel biennio 1946-1947 fu eletto presidente della associazione. Nel 1949 divenne direttore esecutivo, dopo la morte del fondatore Emil Liston. Nel 1955 fece approvare una norma che permetteva la possibilità di schierare squadre interamente composte da giocatori di colore. Lasciò la NAIA nel 1975.
Fu inoltre membro della Amateur Athletic Union e, nel corso degli anni '60, del Comitato Olimpico degli Stati Uniti (nel 1972 ricoprì la carica di vicepresidente).